# Andrij Chimitsch
Andrij Iwanowytsch Chimitsch (ukrainisch Андрій Іванович Хіміч; * 14. Dezember 1937 in Makijiwka, Ukrainische SSR, Sowjetunion) ist ein ehemaliger sowjetischer Kanute.

## Karriere
Andrij Chimitsch nahm an den Olympischen Spielen 1964 in Tokio mit Stepan Oschtschepkow im Zweier-Canadier im Wettbewerb auf der 1000-Meter-Strecke teil. Die beiden gewannen ihren Vorlauf in 4:08,05 Minuten vor den Franzosen Jean Boudehen und Michel Chapuis, die 2,2 Sekunden langsamer waren. Damit qualifizierten sie sich direkt für den Endlauf, den sie ebenfalls für sich entschieden. Sie überquerten nach 4:04,65 Minuten als Erste die Ziellinie, mit einem Vorsprung von 1,9 Sekunden vor Boudehen und Chapuis. Dritte wurden die Dänen Peer Norrbohm und John Rungsted Sørensen, die weitere 0,9 Sekunden später ins Ziel kamen.
Bereits 1961 hatte Chimitsch in Posen bei den Europameisterschaften im Einer-Canadier die Bronzemedaille über die 10.000-Meter-Langstrecke gewonnen und sich außerdem über 1000 Meter den Titelgewinn gesichert. 1965 wurde er im Zweier-Canadier dann in Bukarest sowohl über 1000 Meter und 10.000 Meter Europameister. Bei den Weltmeisterschaften 1966 in Berlin belegte Chimitsch im Zweier-Canadier mit Walerij Drybas den zweiten Platz über 10.000 Meter.